# Melliangee Pérez
Melliangee Pérez (nacida el 21 de junio, en
Ponce, Puerto Rico), es una cantante destacada en la música clásica, además de interpretar otros géneros.

## Biografía
Nacida en Ponce, Puerto Rico. Estudió bajo la tutela de Zoraida López y Justino Díaz. Ha sido ganadora de las competencias del Metropolitan Opera House Distrito de Puerto Rico en las ediciones 1999, 2003 y 2004. Ha representado a Puerto Rico en varios festivales en Europa y resultó semifinalista en la Competencia Internacional Francisco Viñas en Barcelona, España en el 2005 y en el 2008. Se ha presentado con todas las compañías líricas en Puerto Rico obteniendo excelentes críticas por su ejecución vocal y dotes de actriz. Su arte la ha llevado a escenarios en Europa, Estados Unidos, Centroamérica, el Caribe y Puerto Rico. En agosto de 2010, acaba de interpretar la Novena Sinfonía de Beethoven junto a la Orquesta Sinfónica Nacional de Santo Domingo, República Dominicana debutando así en el Teatro Nacional Eduardo Brito bajo la dirección musical del reconocido maestro José Antonio Molina.

## Roles
Entre los roles de ópera más destacados figuran Donna Anna (Don Giovanni), Mimì (La bohème), Contessa da Almaviva (Las bodas de Fígaro), Micaela (Carmen), Elvira (Macías), Lauretta y Nella (Gianni Schicchi), Suzel (L’Amico Fritz), la Princesa Patricia (El Espejo de la Reina), Isabelle/Madeline (The Face on the Barroom Floor), Caperucita Roja (La Caperucita Roja), Euridice (Orfeo y Euridice) entre otros. En el género de la zarzuela se ha destacado como Cecilia Valdés (Cecilia Valdés), Santa (Alma llanera), Constancia (El huésped del sevillano), Aurora (Las Leandras), y también ha participado en diversas Antologías de Zarzuelas como “Entre claveles y faroles”, “Antología de Zarzuela en el Chotis”, “Viva Madrid” y “Zarzuelada”.
Recientemente debutó como solista invitada junto a la Orquesta Sinfónica de Puerto Rico en el concierto de “Música de Broadway” que fue dirigido por el Maestro Roselín Pabón. Actualmente es Gerente General y solista de la Orquesta Filarmónica de Puerto Rico Arturo Somohano.

## Reconocimientos
Ha recibido importantes reconocimientos como el Premio Soprano del Año 2008 por parte de la UNESCO, “Miembro Honorario de la Banda Municipal de Ponce Juan Morel Campos” con quiénes acaba de grabar un DVD en la celebración de los 125 años de su fundación y resoluciones tanto del Senado (1994) como de la Cámara de Representantes (2003) de Puerto Rico destacando sus ejecutorias y gran talento dentro del arte lírico.

## Actualmente
En septiembre de 2010 participó en un homenaje realizado a la destacadísima soprano cubana María Remolá en Santo Domingo, República Dominicana junto a grandes cantantes líricos cubanos siendo la única puertorriqueña invitada para tan especial ocasión.

## Trayectoria Artística

### Radio
- Comerciales

### Televisión
- Comerciales